# آنا كاتارينا
آنا كاتارينا هي ممثلة سويسرية، ولدت في 14 مارس 1970 في سويسرا.

## أعمال

### أفلام
- (2009) ستار تريك[3][4][5]

## وصلات خارجية
- آنا كاتارينا على موقع IMDb (الإنجليزية)
- آنا كاتارينا على موقع قاعدة بيانات الفيلم (الإنجليزية)